# Ziegfeld Follies of 1907
The Ziegfeld Follies of 1907 è un musical statunitense, che debuttò a Broadway, al Jardin de Paris l'8 luglio 1907 concepito e prodotto da Florenz Ziegfeld. Fu la prima delle spettacolari riviste che resero celebre il nome di Ziegfeld in tutto il mondo. La rivista, che contò in totale 79 spettacoli, il 26 agosto si spostò al Liberty Theatre, dove rimase fino al 7 settembre, per poi spostarsi ancora, il 4 novembre, alla Grand Opera House, dove lo show chiuse i battenti il 10 novembre 1907.
Tra gli interpreti anche il duo formato dalle sorelle Marion Sunshine e Florence Tempest, stelle del vaudeville con il nome di Sunshine and Tempest.

## Il cast della prima (Broadway, 8 luglio 1907)
- George Bickel: Tony Cornstock, Schmaltz, Mr. Biersteiner
- Emma Carus: Topsy, Mrs. Central Park, una soubrette, Salome (cantante)
- Mlle. Dazie: Dolly, Salome (danzatrice)
- Grace La Rue: Pocahontas, Miss Ginger
- Lillian Lee:
- Dave Lewis: Mr. Cornfeed
- Charles J. Ross: capitano  J. Smith, John Philip
- Florence Tempest:
- Prince Tokio:
- Harry Watson, Jr.: l'idolo delle folle
- Dave Abrams: Brago, il monaco, il marito
- Louise Alexander:
- Sherwood Alston:
- Dan Baker: O'Finnegan
- Helen Broderick
- C.M. Brooks: Victor O'Herbert
- Adele Carson
- Natalie DeLonton
- May Emery
- John Kennedy
- Grace Leigh: Mrs. Newlywed
- May Leslie
- Stacia Leslie
- Edna Luby: Miss Mimique e Miss Edna Might
- James Manley
- Frank Mayne
- Edith Moyer
- W. H. Powers: Cremo
- Edna Snyder
- Roma Snyder
- Mabel Spencer
- Madlyn Summers
- Marion Sunshine
- Pauline Thorne: Miss Maytell Steelman
- Willie Torpey
- Angie Weimer